# Cyperus chionocephalus
Cyperus chionocephalus là một loài thực vật có hoa trong họ Cói. Loài này được (Chiov.) Chiov. ex Chiarugi mô tả khoa học đầu tiên năm 1951.